# گریسی لارنس
گریسی لارنس (به انگلیسی: Gracie Lawrence) (زاده ۱۶ مارس ۱۹۹۷) خواننده و بازیگر آمریکایی است.